# Дружный (Белореченский район)
Дру́жный — посёлок в Белореченском районе Краснодарского края России, административный центр Дружненского сельского поселения.
Железнодорожная станция Пшехская на линии Белореченская — Комсомольская.

## География

### Улицы
| - ул. Березовая, - ул. Вокзальная, - ул. Заводская, - ул. Лесная, - ул. Луговая, - Ул. Молодежная, | - ул. Октябрьская, - ул. Привокзальная, - ул. Сиреневая, - ул. Советская, - ул. Степная. |

## История
Посёлок Дружный Белореченского района зарегистрирован 28 октября 1958 года решением Краснодарского крайисполкома.

## Население
| 2002 | 2010  |
| ---- | ----- |
| 1205 | ↗1297 |

## Объекты культурного наследия
На территории посёлка расположены объекты культурного наследия регионального значения:
- Железнодорожная станция «Пшехская», 1907—1910 годы.
- Братская могила советских воинов, погибших в боях с фашистскими захватчиками, 1942—1943 годы.
- Памятник В. И. Ленину, 1958 год, 1990 год.
- Мемориальный комплекс: могила советского партизана И. Г. Левина, 1943 год; обелиск в честь земляков, погибших в годы Великой Отечественной войны; могила первого директора совхоза «Комсомольский» Р. Н. Драко, 1942—1943 годы.